# 2025년 6월 이란의 이스라엘 공습
2025년 6월 13일 저녁, 이란은 이스라엘이 그날 일찍 이란의 핵 시설과 고위 군 관계자를 공격한 것에 대한 보복으로 150개 이상의 탄도 미사일과 100개 이상의 드론을 발사하며 이스라엘에 대한 대규모 보복 공격을 감행했다. 목표물에는 군사 및 정보 기반 시설이 포함되었으나, 공격으로 인해 여성과 어린이를 포함한 민간인 사상자도 발생했다. 이란은 이 공격의 작전명을 진실한 약속 작전 III(페르시아어: عملیات وعده صادق ٣)으로 명명했다.
이번 공격은 이란과 이스라엘 간의 지속적인 긴장을 크게 고조시키며, 양국 관계를 직접적인 대치 상태로 몰아넣었다. 이번 공격은 유가 급등, 글로벌 해운 항로 혼란, 항공 교통 중단 등 광범위한 지역 및 국제적 파급 효과를 야기했다. 이 사건은 또한 중동에서의 더 광범위한 분쟁 가능성에 대한 우려가 커지면서 유엔이 자제를 거듭 촉구하는 등 광범위한 국제적 반응을 불러일으켰다.

## 배경
1949년부터 1979년까지 이란과 이스라엘은 이란 혁명으로 전자의 서구 지향적 군주제가 전복될 때까지 긴밀한 관계를 유지했다. 혁명 이후 이란 이슬람 공화국은 반유대주의 수사를 벌이며 "이스라엘을 지도에서 지워버려라"와 같은 발언으로 이스라엘의 파괴를 요구해왔다. 이란은 이스라엘을 제국주의적 실체로 간주한다. 이란과 이스라엘 간의 오랜 긴장은 수십 년간 양국 간의 직접적인 군사적 대치보다는 시리아와 레바논 등지에서 비밀 작전과 대리 전쟁으로 특징지어진 더 광범위한 지역 분쟁의 일부이다. 양국은 이란의 핵 프로그램을 포함한 문제에 대해 근본적으로 상반된 입장을 가지고 있으며, 이란은 핵 프로그램을 자국의 권리로 보는 반면 이스라엘은 핵 프로그램이 자국의 존재에 실존적 위협을 가한다고 믿는다. 국제 원자력 기구 (IAEA)는 2025년 6월 이란이 핵확산금지 의무를 위반하고 있다고 밝혔다. 이란이 저항의 축이라고 부르는 시리아, 레바논, 가자 지구, 예멘에 이란 지원 세력과 민병대가 주둔하고 있다. 뿐만 아니라 이스라엘-팔레스타인 분쟁도 있다.
이 "그림자 전쟁"에는 시리아 내 이란 표적과 이란 연계 표적에 대한 이스라엘의 공습, 그리고 이란 고위 해외 인사 암살이 포함되었다. 그러나 2025년 6월 13일 이란에 대한 이스라엘의 공습은 전환점이 되어 이란의 보복 공격을 촉발하는 직접적인 계기가 되었다. 이 공격으로 이슬람 혁명 수비대 (IRGC) 사령관 호세인 살라미, 참모총장 모하마드 바게리, 부사령관 골람 알리 라시드, 최고 지도자 고문 알리 샴카니, 쿠드스군 사령관 이스마일 가아니를 포함한 여러 고위 IRGC 요원들이 사망한 것으로 알려졌다. 이란 보고서에는 페레이둔 압바시-다바니와 모하마드 메흐디 테흐란치를 포함한 6명의 핵 과학자 암살도 확인되었다.
공격 목표에는 나탄즈 핵시설이 포함되었는데, 이곳에는 60%까지 우라늄을 농축할 수 있는 첨단 원심분리기를 보유한 시험용 연료 농축 공장이 파괴된 것으로 알려졌다. 추가로 전기 인프라와 지원 건물에도 손상이 발생했다. 이스파한 핵기술/연구센터도 타격을 입어 우라늄 금속 생산 시설과 농축 우라늄 재변환 인프라가 손상되었다. 기타 목표에는 여러 지역에 걸쳐 있는 IRGC 군사 기지와 지휘 센터가 포함되었다.
약 200대의 이스라엘 전투기가 작전에 참여하여 이란 전역에 걸쳐 약 100개의 목표물을 공격했다. 이 공격은 여러 출처에서 "전례 없는" 것으로 묘사되었다.
테헤란과 군사 시설, 그리고 고위 관리들이 거주하는 주거 지역 근처에서 폭발음이 들렸다. 여러 민간인 주거지에서 화재가 보고되었다. 이스라엘 당국은 이번 공격을 증가하는 핵 위협을 무력화하기 위한 "예방적" 또는 "선제적" 조치로 묘사했지만, 이란은 이를 자국 주권에 대한 노골적인 위반이자 국가 안보에 대한 직접적인 공격으로 비난했다. 테헤란은 이번 작전을 "선전포고"로 규정하고, 국가적 신뢰와 영토 보전을 위해 직접적이고 공개적인 대응을 맹세했다.
이스라엘은 이전에 시리아에 있는 이란 요원들을 표적으로 삼았지만, 이란 본토에 대한 직접적인 공격은 상당한 확대를 의미했다. 미국 관리들은 이스라엘이 공격에 대한 책임이 있음을 확인했지만, 미국은 관련되어 있지 않으며 단순히 사전에 통보만 받았다고 밝혔다.

## 작전명
이란은 이 공격을 "진실한 약속 작전 3" (페르시아어: عملیات وعده صادق ٣)으로 명명했는데, 이는 같은 이름의 일련의 작전의 연속이다: 원래의 "진실한 약속 작전"은 2006년 7월 헤즈볼라에 의해 수행되었고, 이 이름은 "진실한 약속 작전 2"라고 불리는 2024년 4월 이란의 이스라엘 공습에도 사용되었다.

## 공격

### 위치
| 공습 목표                  | 피해 정보 |
| -------------------------- | --- |
| 키리아                     | 탄도 미사일이 이스라엘의 본부 군사 기지인 키리아를 강타하여 피해를 입혔다. |
| 바이츠만 과학 연구소       | 레호보트에 위치한 과학 연구 센터인 바이츠만 과학 연구소가 탄도 미사일에 피격되어 여러 연구실이 손상되었다. |
| 바잔 정유 단지             | 여러 탄도 미사일이 바잔 정유 단지와 인근 하이파 시의 석유 파이프라인을 강타하여 대규모 화재를 발생시켰다. |
| 바트얌                     | 탄도 미사일이 바트얌 시의 주거 건물을 강타하여 "심각한 피해"를 입혔고, 7명이 사망하고 100명 이상이 부상당했다. 이 미사일은 주변 지역의 61개 건물에도 피해를 입혔다. MDA에 따르면 약 200명이 부상당했으며, 이 중 여러 명이 중상을 입었다. 바트얌에서 사망한 민간인 5명은 우크라이나인이었다.                                      |
| 탐라 1차 주거 건물         | 탄도 미사일이 탐라의 2층 주택을 강타하여 여성 1명이 사망하고 14명이 부상당했다. |
| 탐라 2차 주거 건물         | 여성과 두 딸을 포함한 한 가족의 네 명이 탐라의 다른 주거 건물을 강타한 탄도 미사일에 의해 사망했다. |
| 라마트간 주거 건물         | 탄도 미사일이 라마트간 시의 주거 건물을 강타하여 여성 1명이 사망했다. 여러 대의 차량이 불에 탄 채 발견되었고, 미사일로 인해 다른 세 채의 주택이 손상되었다. 시 당국에 따르면, 총 9개의 건물이 공격으로 완전히 파괴되었고, 수백 개의 다른 건물은 다양한 수준의 피해를 입었다. 미사일 공격으로 인해 약 100명의 주민이 집을 잃었다. |
| 리숀레지온 1차 주거 건물   | 탄도 미사일이 리숀레지온 시의 한 건물을 강타하여 1명이 사망하고 최소 20명이 부상당했다. |
| 리숀레지온 2차 주거 건물   | 탄도 미사일이 리숀레지온 시의 여러 주택을 강타하여 2명이 사망하고 17명이 부상당했다. |
| 북부구                     | 탄도 미사일이 요격되었으나, 이스라엘 북부구를 강타하여 경미한 피해를 입혔다. |
| 헤브론, 요르단강 서안 지구 | 예멘의 후티는 요르단강 서안 지구의 헤브론 시에 탄도 미사일을 발사하여 어린이 세 명을 포함한 팔레스타인인 다섯 명을 부상시켰다. |

### 6월 13일
6월 13일, 이스라엘의 공격에 이어 이란은 이스라엘에 대한 "강력한 보복"을 약속했다. 이란은 중동 주둔 이스라엘 및 미국 군대를 공격할 것이라고 말했다. 미국은 이후 이라크에 주둔한 일부 병력을 철수시키고, 역내 미군 가족 구성원의 대피를 승인했다. 이스라엘 방위군 (IDF) 여단장 에피 데프린에 따르면, 이란은 초기 보복으로 100대 이상의 샤헤드 드론을 이스라엘을 향해 발사했다. 요르단의 수도 암만에서 사이렌이 울렸다. 드론 일부는 요르단 영공에서 요르단 왕립 공군에 의해, 일부는 사우디아라비아와 시리아 상공에서 이스라엘 공군에 의해 요격되었다. 이후 여러 이스라엘 소식통은 이스라엘 민간인에게 피신 명령이 해제되었으며, 이는 대부분 또는 모든 드론이 파괴되었음을 시사한다고 밝혔다. 후티는 또한 예멘에서 예루살렘을 목표로 탄도 미사일을 발사했으며, 이 미사일은 요르단강 서안 지구 헤브론에 떨어져 팔레스타인인 5명이 부상당했다.
현지 시간으로 오후 9시경—이란이 이스라엘에 수십 발의 미사일을 발사하기 10분 전—이스라엘 시민들에게는 공격이 임박했다는 전화 경고가 발송되었다. IDF는 공격 중 100발 미만의 탄도 미사일이 발사된 것으로 추정했으나, 이란 국영 통신사인 IRNA는 수백 발의 미사일이 발사되었다고 보도했다. 시민들은 약 10시 10분경 피난처를 떠날 수 있도록 허가되었다. 이란은 자국의 반격을 "진실한 약속 작전 3"으로 명명하고, 군사 기지와 공군 기지를 포함한 수십 개의 목표물을 공격했다고 밝혔다. 텔아비브의 건물들을 포함한 이스라엘 중부 지역에서 여러 차례의 충격이 보고되었으며, 베긴 로드 근처 키리아 군사 본부에 대한 직접적인 타격으로 보이는 영상이 공개되었다. 요격된 미사일 파편으로 인해 이스라엘 북부에서도 피해가 발생했다. 마겐 다비드 아돔 (MDA)은 최소 63명의 이스라엘인이 부상당했으며—1명은 위독, 1명은 중상, 8명은 경상, 나머지는 경미한 부상—라고 보고했다. 위독한 상태였던 민간인 여성 1명은 나중에 사망했다. 부상자 중 7명은 경상을 입은 군인이었다. 이스라엘 소방 및 구조 서비스는 텔아비브에서 피격된 건물에서 2명을 구조했으며, IDF의 본토 사령부는 도시의 다른 건물에서 민간인 1명을 추가로 구조했다.

### 6월 14일
6월 14일 오전 1시경, 이란은 수십 발의 미사일로 구성된 또 다른 공격을 시작했으며, IDF 대변인에 따르면 대부분이 요격되었다. 이 공격으로 7명이 부상당했으며, 1명은 경미한 부상이었다. MDA 구급대원 2명은 파편이 집중치료실에 맞아 깨진 유리 조각으로 경미한 부상을 입었다.
이란은 북부 이스라엘에서 사이렌이 울린 첫 공격과 전국에 걸쳐 두 번째 공격 등 세 차례의 추가 공격을 시작했다. 이후 공격 중 리숀레지온의 한 건물이 미사일에 직접 피격되어 19명이 부상당했으며, 이 중 2명은 나중에 사망했다. 경상을 입은 3개월 된 아기가 잔해에서 구조되었다. IDF는 이후 6월 13일 밤부터 이란이 200발의 탄도 미사일을 발사했으며, 이 중 약 25%가 개방된 지역에 떨어졌다고 발표했다. IDF는 "소수"의 미사일이 방공망을 회피하여 텔아비브, 라마트간, 리숀레지온의 주거 지역을 강타하여 사상자가 발생했다고 주장했다.
밤에는 이란이 북부 이스라엘을 목표로 또 다른 미사일 공격을 감행하여 5명이 사망하고 최소 23명이 부상당했다. 본토 사령부는 오후 11시에 전화 경고를 발령했으며, 시민들은 11시 45분에 피난처를 떠날 수 있도록 허가되었다. 탄도 미사일이 탐라의 2층 주택을 강타하여 여성 1명이 사망하고 14명이 부상당했다. 여성과 두 딸을 포함한 한 가족의 네 명이 별도의 미사일 공격으로 사망했다. 하이파의 바잔 정유소 근처에서도 화재가 발생하여 파이프와 송전선이 손상되었다.

### 6월 15일

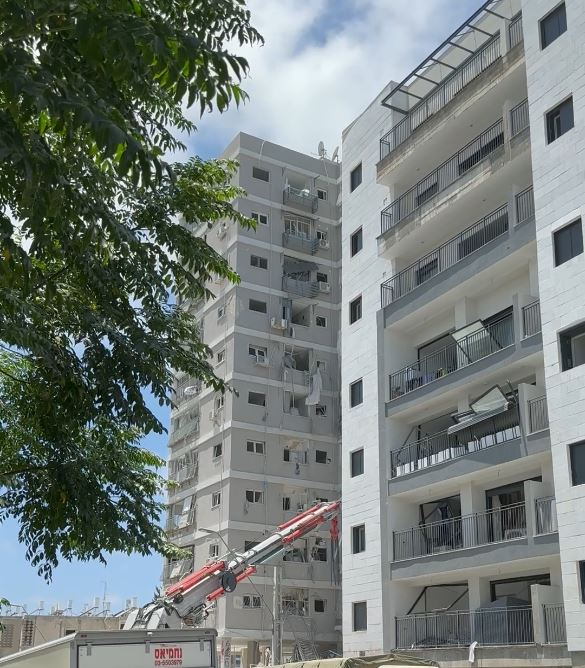
바트얌에서 이란의 공격 후 모습

6월 15일 오전, 이란과 예멘의 후티는 동시에 탄도 미사일을 발사하여 바트얌과 레호보트의 건물, 키리앗 에크론의 쇼핑몰, 텔아비브에 충격을 가했다. 바트얌 공격으로 8세, 10세, 18세 어린이를 포함한 9명이 사망했고, 1명은 실종되었다. 츠비카 브로트 시장에 따르면 61개 건물이 피해를 입었다. MDA에 따르면 약 200명이 부상당했으며, 이 중 여러 명이 중상을 입었다. 바트얌에서 사망한 민간인 5명은 우크라이나인이었다.
레호보트에 있는 박사 후 과학 연구 센터인 바이츠만 과학 연구소가 이란에 의해 피격되었으며, 연구실이 있는 건물이 손상된 것으로 보고되었다. 이스라엘 국방부는 이스라엘 중부가 예멘에서 날아온 미사일에 공격받았다고 보고했으며, 이는 후티가 이란군과 협력하여 팔레스타인 2 탄도 미사일 여러 발을 사용했다고 밝히면서 확인되었다.
이란 미사일의 잔해도 요르단강 서안 지구의 두 곳에 떨어졌다. 오전 11시 20분경, 샤하브급 미사일로 인해 알비레에서 지붕 화재가 발생했으며, 마흐무드 압바스 팔레스타인 자치 정부 대통령의 집에서 몇 미터 떨어진 곳이었다. 약 90분 후, 이스라엘 중부 상공에서 요격된 미사일 파편이 사아르 외곽에 떨어져 세 명의 어린이가 깨진 유리로 부상당했다.
그날 늦게 이란은 이스라엘에 여러 발의 탄도 미사일로 구성된 공격을 감행했지만, 피해나 사상자는 보고되지 않았다.
저녁에는 이란이 이스라엘에 여러 차례 미사일 공격을 감행하여 하이파에서 7명, 키리앗 가트에서 1명이 부상당했으며, 화재와 재산 피해도 발생했다. 추가로 9명이 공황발작으로 치료를 받았다.

### 6월 16일
이란은 이스라엘에 미사일 공격을 감행하여 최소 4곳에 충격을 가하고 막대한 피해를 입혔다. 페타티크바의 한 건물이 피격되었으며, 텔아비브에서도 최소 두 차례의 추가 충격이 발생했다. 이스라엘 중부에서 3명이 사망하고 10세 소년을 포함한 최소 48명이 부상당했다. 하이파에서도 부상자가 보고되었다.

## 관련 당사자
악시오스는 6월 13일 미 고위 관리를 인용하여 미국이 이스라엘의 이란 미사일 요격을 돕고 있다고 보도했다. 로이터 통신은 이란이 미국, 영국, 프랑스에게 이란의 이스라엘 공격을 저지하는 데 협력할 경우 역내 기지와 함선을 표적으로 삼을 것이라고 경고했다고 보도했다.
두 명의 이스라엘 관리들에 따르면, 이스라엘은 이란의 핵 프로그램을 파괴하기 위해 트럼프 행정부에 이란과의 전쟁에 동참할 것을 요청했다.

## 사상자

### 인명 피해
6월 14일, 채널 12는 마겐 다비드 아돔을 인용하여 이란의 탄도 미사일 공격으로 63명이 부상당했으며—1명은 위독, 1명은 중상, 8명은 중등도 부상, 나머지는 경미한 부상—1명이 사망했다고 보도했다. 텔아비브에서는 구조대가 무너진 건물에서 2명을 생존 상태로 구조했다. 그날 늦게 왈라 뉴스는 이스라엘인 3명이 사망하고 172명이 부상당했다고 보도했다. 요르단 민간인 3명이 부상당했다.
6월 14일, 이스라엘 북부 전역에서 이란 미사일로 인해 이스라엘인 5명이 사망한 것으로 보고되었다.
6월 15일, 이스라엘 민간인 9명이 사망하고 200명 가까이 부상당했으며, 중앙 바트얌의 미사일 공격 이후 1명이 실종된 것으로 보고되었다. 레호보트 공격으로 42명이 부상당했다.

### 물적 피해
텔아비브 중심부의 현대적인 주거 건물이 심각한 피해를 입었다. 여러 아파트에서 화재가 발생했으며, 건물에서 연기가 피어오르는 모습이 목격되었다. 인접한 건물은 창문이 깨지고 금속이 뒤틀려 외벽에 매달리는 등 심각한 외관 손상을 입었다. 라마트간에서는 여러 대의 차량이 불에 탄 채 발견되었고, 세 채의 주택이 눈에 띄게 손상되었다. 텔아비브의 이스라엘 국방부 단지는 이란 미사일의 충격으로 피해를 입었다.
시 당국에 따르면 라마트간에서는 9개 건물이 완전히 파괴되었고, 수백 개 건물이 다양한 수준의 피해를 입었다. 미사일 공격으로 약 100명의 주민이 집을 잃었다. 이스라엘군은 미사일 요격 노력으로 인한 파편으로 인해 소수의 건물이 손상되었다고 밝혔다.

## 여파
이란에 대한 이스라엘의 공격 이후, 이스라엘은 최고 수준의 경계를 선포했으며, IDF는 추가 공격에 대비하여 민간인들에게 피난처에 머물 것을 촉구했다. 공공 모임이 금지되었고, 학교는 폐쇄되었으며, 이스라엘의 주요 공항 항공편은 예방 조치로 취소되었다.
이란은 미국, 영국, 프랑스가 이스라엘의 공격을 저지하는 데 협력할 경우 해당 지역의 미국, 영국, 프랑스 기지와 함선을 표적으로 삼겠다고 위협했다.

## 반응

### 국제 기구
- 유엔 사무총장 안토니우 구테흐스는 양측에 "최대한의 자제"를 촉구하고, 역내 모든 군사적 확대에 대해 비난했다.[84]

### 해외 국가
- 아르헨티나: 하비에르 밀레이 대통령은 이란의 이스라엘에 대한 반격을 비난하며 이스라엘의 이전 군사 행동에 대한 지지를 표명하고 "우리는 악과 싸우고 있다"고 말했다.[85]
- 캐나다: 마크 카니 총리는 "이스라엘의 자위권"을 재확인하고 자제를 촉구했다.[84]
- 러시아: 블라디미르 푸틴 대통령은 이란의 마수드 페제시키안 대통령과 이스라엘의 벤야민 네타냐후 총리 모두와 회담을 갖고 이스라엘의 공격을 비난하며 양국 간의 중재를 제안했다.[84]
- 영국: 레이첼 리브스 재무장관은 영국이 이란 미사일로부터 이스라엘을 방어하는 데 도움을 줄 수 있다고 시사한 것으로 알려졌다.[86] 6월 15일, 영국은 이스라엘로의 모든 여행에 대해 경고를 시작했다.[87]
- 미국: 도널드 트럼프 대통령은 "이란은 아무것도 남지 않을 때까지 협상해야 한다"고 공개적으로 선언했다. 트럼프는 이스라엘 캠페인에 대한 지지를 표명하고 군사 장비 공급을 계속하겠다고 약속했으며, 미군이 이란의 초기 미사일 공격을 요격하는 것을 돕도록 승인했다. 미국은 이란에게 미국 이익이나 인력을 공격하는 것에 대해 경고하며, 그러한 공격이 발생할 경우 군사적으로 대응할 것이라고 강조했다.[88]

## 같이 보기
- 2024년 이란의 이스라엘 공습
- 2024년 10월 이란의 이스라엘 공습

## 참고 문헌
1. ↑  “Iran missile barrages kill 3 Israelis, wound dozens including baby rescued from rubble”. 《The Times of Israel》.
2. ↑  “11 dead, 200 injured in Iranian barrages; rescuers scramble to find some 20 missing”. 《The Times of Israel》 (미국 영어). 2025년 6월 15일에 확인함.
3. ↑  “Two more bodies recovered after missile strike in Bat Yam”. 《Israel National News》. 2025년 6월 16일.
4. ↑  Magid, Jacob (2025년 6월 16일). “3 killed, 67 hospitalized after Iranian missiles hit several buildings in central Israel”. 《The Times of Israel》.
5. ↑  “Body of elderly man pulled from rubble in Bnei Brak”. 《The Times of Israel》. 2025년 6월 16일.
6. 1 2 3 4  “Five Israelis, including mother and two daughters, killed in barrage on North”. 《더 예루살렘 포스트》 (영어). 2025년 6월 14일. 2025년 6월 14일에 확인함.
7. ↑  “8 dead, 200 injured in Iranian barrages; rescuers scramble to find some 35 missing”. 《The Times of Israel》. 2025년 6월 15일.
8. ↑  “Iranian missile barrage, Missiles fall in north and south, 11 injured”. 《Israel National News》. 2025년 6월 15일.
9. ↑  Zaig, Gadi (2025년 6월 16일). “Three killed, at least 48 wounded from Iranian missile barrage on central Israel”. 《The Jerusalem Post》.
10. ↑  “Third F-35 fighter jet downed in Iranian territory, two Israeli pilots now in custody”. 《테헤란 타임스》. 2025년 6월 14일. 2025년 6월 14일에 확인함.
11. ↑  Husseini, Rana. “Five people injured from falling object in Irbid — PSD”. 《Jordan Times》 (영어). 2025년 6월 15일에 확인함.
12. ↑  “Rights group says woman killed in western Syria, likely by Iranian drone”. 《The Times of Israel》. 2025년 6월 16일.
13. 1 2 3  Lubell, Maayan; Hafezi, Parisa; Holland, Steve (2025년 6월 13일). “Iran fires missiles at Israel in response to attacks”. 《로이터》 (영어). 2025년 6월 13일에 확인함.
14. ↑  Walsh, Joe; Ott, Haley; Reals, Tucker; Breen, Kerry (2025년 6월 13일). “Iran launches missiles and drones at Israel as Israel attacks Iranian nuclear sites and top commanders, IDF says”. 《CBS 뉴스》 (미국 영어). 2025년 6월 13일에 확인함.
15. ↑  “إيران تباشر بـ"الوعد الصادق 3" ردا على عملية "الأسد الصاعد" الإسرائيلية”. 《Sky News Arabia》 (아랍어). 2025년 6월 13일에 확인함.
16. ↑  Shoba, V. (2025년 6월 14일). “The Long Undoing of Iran–Israel Relations”. 《Open The Magazine》 (영어). 2025년 6월 15일에 확인함.
17. 1 2  von Hein, Shabnam (2025년 6월 13일). “Why are Iran and Israel sworn enemies?”. 《도이체 벨레》. 2025년 6월 13일에 확인함.
18. ↑  “Iranian nuclear threat meant Israelis had no choice”. 《디 오스트레일리안》. 2025년 6월 13일.
19. ↑  “Why are Iran and Israel sworn enemies?”. 《더 비즈니스 스탠더드》 (영어). 2025년 6월 13일. 2025년 6월 13일에 확인함.
20. ↑  Hjelmgaard, Kim (2025년 6월 13일). “What we know about Israel's attacks on Iran's nuclear sites − and Iran's drone response”. 《USA 투데이》 (미국 영어). 2025년 6월 13일에 확인함.
21. ↑  Sykes, Patrick; Bronner, Ethan; Capaccio, Anthony (2025년 6월 13일). “Israel and Iran Have Been Enemies for Decades. What Next?”. 《블룸버그》. 2025년 6월 13일에 원본 문서에서 보존된 문서. 2025년 6월 13일에 확인함.
22. ↑  “Iran will not back down from nuclear rights, foreign minister says”. 《로이터》 (영어). 2025년 5월 10일. 2025년 6월 15일에 확인함.
23. ↑  Williams, Heather; Horschig, Doreen; Schiff, Bailey (2025년 6월 13일). 《What Do the Israeli Strikes Mean for Iran's Nuclear Program?》. 《전략국제문제연구소》 (영어).
24. ↑  Murphy, Francois (2025년 6월 12일). “IAEA board declares Iran in breach of non-proliferation obligations”. 《로이터》 (영어). 2025년 6월 15일에 확인함.
25. ↑  Goldbaum, Christina (2025년 6월 13일). “Israel's Strike on Iran Comes at a Moment of Weakness for Iran's Proxies”. 《뉴욕 타임스》 (미국 영어). ISSN 0362-4331. 2025년 6월 14일에 확인함.
26. 1 2 3  Adkin, Ross; Michaelis, Tamar; Ebrahim, Nadeen (2025년 6월 13일). “Hossein Salami, Mohammad Bagheri, Ali Shamkhani killed as Israel targets Iranian military and nuclear leadership”. 《CNN》 (영어). 2025년 6월 13일에 확인함.
27. ↑  “إسرائيل تشن ضربات على إيران.. وتعلن "حالة الاستنفار" تحسباً للرد”. 《알 아라비야》 (아랍어). 2025년 6월 13일. 2025년 6월 14일에 확인함.[깨진 링크(과거 내용 찾기)]
28. 1 2  “إيران وإسرائيل: إسرائيل تعلن شن ضربة جوية "استباقية" ضد "أهداف عسكرية ونووية إيرانية"”. 《BBC 뉴스 아랍어》. 2025년 6월 13일. 2025년 6월 14일에 확인함.[깨진 링크(과거 내용 찾기)]
29. ↑  “Iran launches 100 drones on Israel: Army spokesman”. 《알자지라 영어》. 2025년 6월 13일.[깨진 링크(과거 내용 찾기)]
30. 1 2  “Iran calls Israel attack a 'declaration of war,' as Netanyahu announces 'more is on the way'”. 《르 몽드》 (영어). 2025년 6월 13일. 2025년 6월 13일에 확인함.
31. ↑  “الحرس الثوری یبدأ عملیة الوعد الصادق 3- الأخبار ایران”. 《타스님 뉴스통신사》 (아랍어). 2025년 6월 13일. 2025년 6월 13일에 확인함.
32. 1 2  “See moment projectile strikes near key military facility in Tel Aviv”. 《CNN》 (영어). 2025년 6월 14일.
33. 1 2  “Weizmann Institute of Science damaged in latest Iranian missile barrage”. 《더 타임스 오브 이스라엘》 (미국 영어). 2025년 6월 15일에 확인함.
34. 1 2  Fassihi, Farnaz; Odenheimer, Natan; Regalado, Francesca; Rasgon, Adam (2025년 6월 14일). “Israel Bombards Tehran, Setting Oil Facilities Ablaze”. 《뉴욕 타임스》 (미국 영어). ISSN 0362-4331. 2025년 6월 15일에 확인함.
35. 1 2  Campa, Kelly; Morrison, Nidal; Reddy, Ria; Ganzeveld, Annika (2025년 6월 15일). “Iran Update Special Report, June 15, 2025, Morning Edition”. 《크리티컬 위협 프로젝트》. 워싱턴 D.C.: 전쟁 연구소. 2025년 6월 15일에 확인함.
36. 1 2  “Death toll in Iranian missile impact on Bat Yam building rises to 3”. 《더 타임스 오브 이스라엘》 (미국 영어). 2025년 6월 15일에 확인함.
37. 1 2  “Some 200 injured in overnight missile strikes – MDA”. 《더 타임스 오브 이스라엘》 (미국 영어). 2025년 6월 15일에 확인함.
38. 1 2  Ebrahim (2025년 6월 15일). “Live updates: Israeli death toll rises as conflict rages with Iran”. 《CNN》 (영어). 2025년 6월 15일에 확인함.
39. 1 2  Fabian, Emanuel. “Woman killed, 13 people hurt, after Iranian missile hits home in Tamra, near Haifa”. 《더 타임스 오브 이스라엘》 (미국 영어). 2025년 6월 14일에 확인함.
40. 1 2 3  Fabian, Emanuel (2025년 6월 13일). “Iran missile barrages kill 3 Israelis, wound dozens including baby rescued from rubble”. 《더 타임스 오브 이스라엘》. 2025년 6월 16일에 확인함.
41. 1 2 3 4  “Iran launches waves of missiles at Israel in response to attacks”. 《알자지라 영어》 (영어). 2025년 6월 14일에 확인함.
42. 1 2 3  Parry, Andie; Rezaei, Ben; Borens, Avery; Campa, Kelly; Ganzeveld, Annika; Carter, Brian (2025년 6월 14일). “Iran Update Special Report, June 14, 2025, Morning Edition”. 《크리티컬 위협 프로젝트》. 워싱턴 D.C.: 전쟁 연구소. 2025년 6월 14일에 확인함.
43. 1 2  “Israel says missile launched from Yemen fell in Hebron; at least 5 Palestinians hurt”. 《더 스트레이츠 타임스》. 2025년 6월 14일.
44. ↑  Strobel, Warren P.; Hudson, John; DeYoung, Karen; Shih, Gerry; Balousha, Hazem; Bisset, Victoria; Ledur, Júlia; Shapiro, Leslie (2025년 6월 12일). “Israel strikes Iran, as Trump officials say no U.S. military support”. 《워싱턴 포스트》 (미국 영어). ISSN 0190-8286.
45. ↑  Liebermann, Oren; Diamond, Jeremy; Regan, Helen; Gan, Nectar; Lau, Chris; Izso, Lauren; Michaelis, Tamar; Blackburn, Piper Hudspeth; Atwood, Kylie; Treene, Alayna; Mogul, Rhea (2025년 6월 13일). “Israel strikes Iran nuclear sites and military leadership as Middle East braces for retaliation”. 《CNN》 (영어). 2025년 6월 13일에 확인함.
46. ↑  “Iran launches 100 drones on Israel: Army spokesman”. 《알자지라 영어》. 2025년 6월 13일.
47. ↑  Horovitz, Michael; Magid, Jacob (2025년 6월 13일). “Over 100 drones launched by Iran; air force begins shooting them down outside Israel's borders”. 《더 타임스 오브 이스라엘》 (미국 영어). 2025년 6월 13일에 확인함.
48. ↑  “LIVE: Israel launches 'major strike' on Iran's military, nuclear sites”. 《알자지라 영어》. 2025년 6월 13일. 2025년 6월 13일에 확인함.
49. ↑  Fabian, Emanuel. “Ballistic missile from Yemen triggers sirens in Jerusalem and West Bank”. 《더 타임스 오브 이스라엘》.
50. 1 2 3 4 5  Fabian, Emanuel (2025년 6월 13일). “Iran fires barrages of ballistic missiles at Israel, killing 3 people and wounding dozens”. 《더 타임스 오브 이스라엘》 (미국 영어). 2025년 6월 14일에 확인함.
51. ↑  “Iran says it has attacked "dozens of targets, military centers and air bases" in Israel”. 《CNN》 (영어). 2025년 6월 13일. 2025년 6월 13일에 확인함.
52. ↑  “MDA says 63 hurt, including one critically in Iranian missile barrage”. 《더 타임스 오브 이스라엘》 (미국 영어). 2025년 6월 13일에 확인함.
53. ↑  “Woman critically hurt in Iranian missile attack dies from wounds”. 《더 타임스 오브 이스라엘》 (미국 영어). 2025년 6월 14일. 2025년 6월 13일에 확인함.
54. ↑  Fabian, Emanuel. “7 soldiers lightly injured by ballistic missile impact in central Israel last night, IDF says”. 《더 타임스 오브 이스라엘》 (미국 영어). 2025년 6월 14일에 확인함.
55. ↑  “Israelis told they can leave shelters, but to remain nearby after second Iran missile barrage”. 《더 타임스 오브 이스라엘》 (미국 영어). 2025년 6월 13일. 2025년 6월 13일에 확인함.
56. ↑  “IDF: Dozens of rockets fired by Iran in previous barrage, some of them downed”. 《더 타임스 오브 이스라엘》 (미국 영어). 2025년 6월 13일에 확인함.
57. ↑  “Reports say seven hurt, including one mildly, in latest Iranian missile barrage”. 《더 타임스 오브 이스라엘》 (미국 영어). 2025년 6월 13일에 확인함.
58. ↑  “Two medics lightly hurt after ambulance hit by shrapnel in Iranian missile attack”. 《더 타임스 오브 이스라엘》 (미국 영어). 2025년 6월 13일에 확인함.
59. ↑  “Israelis describe fear and chaos as Iranian missiles slam into central Israel homes”. 《더 타임스 오브 이스라엘》 (미국 영어). 2025년 6월 14일. 2025년 6월 14일에 확인함.
60. ↑  “Iran fired some 200 ballistic missiles at Israel in several barrages since last night, IDF says”. 《더 타임스 오브 이스라엘》 (미국 영어). 2025년 6월 14일에 확인함.
61. ↑  Fabian, Emanuel. “Five killed near Haifa as Iranian missile barrage targets northern Israel”. 《더 타임스 오브 이스라엘》 (미국 영어). 2025년 6월 15일에 확인함.
62. ↑  “Oil depot Tehran and Haifa oil refinery targeted in attacks”. 《BBC 뉴스》 (영국 영어). 2025년 6월 14일에 확인함.
63. ↑  “Iranian missile attacks damage Haifa oil refinery and Rehovot university buildings”. 《더 타임스 오브 이스라엘》. 2025년 6월 15일. 2025년 6월 15일에 확인함.
64. ↑  “Initial reports indicate impacts in Bat Yam, Rehovot, Ramat Gan from Iran missiles”. 《더 타임스 오브 이스라엘》 (미국 영어). 2025년 6월 15일에 확인함.
65. 1 2  “9 dead, including 3 children, in Iranian missile strike on Bat Yam apartment building”. 《더 타임스 오브 이스라엘》. 2025년 6월 15일.
66. ↑  “Houthis claim missile attack on central Israel”. 《알자지라 영어》. 2025년 6월 15일.
67. ↑  “Iran missile debris hits Palestinian West Bank city near Abbas home”. 《더 예루살렘 포스트》 (영어). 2025년 6월 15일. 2025년 6월 16일에 확인함.
68. ↑  Fabian, Emanuel. “IDF says Iran only fired 'several' ballistic missiles in most recent attack”. 《더 타임스 오브 이스라엘》 (미국 영어). 2025년 6월 15일에 확인함.
69. ↑  Fabian, Emanuel. “No reports of impacts in latest barrage; Israelis given all-clear”. 《더 타임스 오브 이스라엘》 (미국 영어). 2025년 6월 15일에 확인함.
70. ↑  Fabian, Emanuel; Yohanan, Nurit (2025년 6월 15일). “Iranian missile barrage sparks fires in Haifa, Kiryat Gat; eight people hurt”. 《더 타임스 오브 이스라엘》. 2025년 6월 15일에 확인함.
71. ↑  “Israelis wounded from Iranian missile barrage in central Israel | The Jerusalem Post”. 《더 예루살렘 포스트》 (영어). 2025년 6월 16일. 2025년 6월 16일에 확인함.
72. ↑  “3 killed after Iranian missiles strike central Israel buildings — MDA”. 《더 타임스 오브 이스라엘》. 2025년 6월 16일. 2025년 6월 16일에 확인함.
73. ↑  “US helping Israel intercept Iranian missiles, Axios reports”. 《로이터》 (영어). 2025년 6월 13일. 2025년 6월 14일에 확인함.
74. ↑  Yang, Maya; Ambrose, Tom; Sedghi, Amy; Ratcliffe, Rebecca (2025년 6월 14일). “Top adviser to Iranian supreme leader dies in hospital after Israeli attack, Iranian media reports – live”. 《더 가디언》.
75. ↑  Ravid, Barak (2025년 6월 14일). “Israel urges U.S. to join war with Iran to eliminate nuclear program”. 《악시오스》.
76. ↑  “Israel strikes Iran's nuclear sites and kills top generals. Iran retaliates with missile barrages”. 《AP 통신》 (영어). 2025년 6월 13일. 2025년 6월 14일에 확인함.
77. ↑  “שלושה הרוגים, 172 פצועים: תגובת הנגד האיראנית גובה מחיר כבד”. 《왈라 뉴스》 (히브리어). 2025년 6월 14일.
78. ↑  “3 Injured in Jordan by Unspecified Falling Object”. 《아샤르크 알 아우사트》 (영어). 2025년 6월 14일에 확인함.
79. ↑  “Israeli media silent on Iranian strike on Tel Aviv Defence Ministry complex”. 《알자지라 영어》 (영어). 2025년 6월 14일. 2025년 6월 14일에 확인함.
80. ↑  “Israel strikes dozens of targets in Iran, including nuclear program: IDF”. 《ABC 뉴스》 (영어). 2025년 6월 15일에 확인함.
81. ↑  “Ben Gurion shut until further notice; Israeli airlines evacuate fleets to avoid Iranian attack”. 《더 타임스 오브 이스라엘》. 2025년 6월 13일. 2025년 6월 15일에 확인함.
82. ↑  “IDF Home Front Command extends ban on gatherings; schools and workplaces to remain closed”. 《더 타임스 오브 이스라엘》. 2025년 6월 15일. 2025년 6월 15일에 확인함.
83. ↑  Langford, Antonia; Hallows, Ruth; White, Josh; Hamblin, Andrea; Bodkin, Henry (2025년 6월 14일). “Iran-Israel latest: Iran threatens to attack British and American bases”. 《더 텔레그래프》 (영국 영어). ISSN 0307-1235. 2025년 6월 14일에 확인함.
84. 1 2 3  McCready, Alastair; Kestler-D'Amours, Jillian (2025년 6월 13일). “Tehran strikes back at Israel after wave of attacks across Iran”. 《알자지라 영어》 (영어). 2025년 6월 14일에 확인함.
85. ↑  “Javier Milei cuestionó el contraataque de Irán a Israel: "Estamos peleando contra el mal"” [하비에르 밀레이는 이란의 이스라엘 반격에 의문을 제기했다: "우리는 악과 싸우고 있다"]. 《라디오 미트레》 (스페인어). 2025년 6월 13일. 2025년 6월 14일에 확인함.
86. ↑  “British minister signals UK could help Israel defend against Iranian missiles”. 《더 타임스 오브 이스라엘》 (미국 영어). 2025년 6월 15일에 확인함.
87. ↑  “The UK FCDO has advised citizens not to travel to Israel”. 《BBC 뉴스》 (영국 영어). 2025년 6월 15일. 2025년 6월 15일에 확인함.
88. ↑  “Israel strikes Iran: Initial assessments from Washington Institute experts”. 《워싱턴 인스티튜트》 (아랍어). 2025년 6월 14일에 확인함.

틀:이스라엘-하마스 전쟁